# Клеменс, Матиас
Матиас Клеменс (люкс. Mathias Clemens; род. 8 августа 1915 в Юншеранже, Люксембург — ум. 26 ноября 2001 в Беттамбуре, Люксембург) — люксембургский профессиональный шоссейный велогонщик. Трёхкратный чемпион Люксембурга в групповой шоссейной гонке (1935, 1938, 1948). Рекордсмен по количеству побед в общем зачёте Тура Люксембурга. Его старший брат Пьер Клеменс также был профессиональным велогонщиком.

## Достижения
1935
1-й  Чемпионат Люксембурга в групповой гонке
1-й  Тур Люксембурга
7-й Чемпионат мира в групповой гонке
1936
1-й  Тур Люксембурга
1-й Этап 8
7-й Тур де Франс
1-й Этап 3
1937
1-й  Тур Люксембурга
1-й Этап 1
1938
1-й  Чемпионат Люксембурга в групповой гонке
4-й Тур Люксембурга
1-й Этап 3
5-й Тур де Франс
1939
1-й  Тур Люксембурга
1-й Этапы 3 & 4
4-й Тур де Франс
1940
1-й  Чемпионат Люксембурга по циклокроссу
2-й Вуэльта Каталонии
1-й Этапы 3, 7 & 8
1941
5-й Тур Люксембурга
1942
3-й Тур Люксембурга
1943
2-й Тур Люксембурга
1-й Этапы 4 & 5
1945
2-й  Чемпионат Люксембурга в групповой гонке
1946
4-й Тур Люксембурга
10-й Чемпионат мира в групповой гонке
1947
1-й  Тур Люксембурга
1-й Этап 3
3-й  Чемпионат Люксембурга в групповой гонке
1948
1-й  Чемпионат Люксембурга в групповой гонке
3-й Тур Романдии
3-й Тур Люксембурга

## Статистика выступлений

### Гранд-туры
| Гонка           | 1936 | 1937 | 1938 | 1939 |
| --------------- | ---- | ---- | ---- | ---- |
| Джиро д'Италия  | —    | —    | —    | —    |
| Тур де Франс    | 7    | НФ   | 5    | 4    |
| Вуэльта Испании | —    | —    | —    | —    |

| —  | Не участвовал  |
| НФ | Не финишировал |